# Udo di Neustria
Udo o Uto, o Udol anche in francese (prima metà del IX secolo – dopo l'879) fu marchese di Neustria, dopo l'861 e fino all'865.

## Origine
Fu un nobile carolingio discendente da una famiglia installata nella zona orientale del regno dei Franchi. Suo padre era il conte di Lahngau, Gerardo († prima dell'879), mentre sua madre era sorella di Ernesto, conte nel Nordgau, Alsazia, capostipite dei duchi di Baviera. Udo fu il capostipite della stirpe dei Corradiani, che prese il nome da suo figlio, Corrado il Vecchio.

## Biografia
Secondo gli Annales Fuldenses, Udo e i fratelli Berengario e Waldone furono esiliati nell'861 alla dieta di Ratisbona da Ludovico II il Germanico,  che aveva radunato gli ottimati della regione; in tale occasione loro zio Ernesto, suocero di Carlomanno di Baviera della stirpe degli Ernestini, era stato privato di tutti gli onori. Udo e Berengario si rifugiarono nel regno dei Franchi Occidentali, dove il re Carlo il Calvo, li ricevette con favore e li colmò di onori.
Non molto tempo dopo, Carlo il Calvo insignì Udo ed il fratello Berengario del titolo di marchesi di Neustria per combattere i Vichinghi, in ausilio ad Adalardo il Siniscalco, anche lui esiliato da Ludovico II e rifugiato da Carlo il Calvo..
Nell'865, sempre secondo gli Annales Bertiniani, i tre marchesi di Neustria, Adalardo, con i suoi parenti, Udo ed il fratello Berengario combatterono i Vichinghi. Nello stesso anno Carlo il Calvo concesse il titolo di marchese di Neustria per combattere i Vichinghi a Goffredo del Maine, che minacciava di allearsi a Salomone di Bretagna, intenzionato ad attaccare il regno dei Franchi occidentali; il titolo, marchese di Neustria per combattere i Bretoni rimase appannaggio di Roberto il Forte.
Nell'866, Carlomanno, reintegrato nelle sue funzioni dal padre, Ludovico II, promise ai conti Udo e a suo fratello Berengario, di reintegrarli nei loro onori se l'avessero sostenuto nella ribellione contro il padre
Non si conosce la data esatta della morte di Udo, che dovette avvenire dopo l'879

## Discendenza
Della moglie di Udo non si conosce né il nome né gli ascendenti. Secondo alcuni storici, tra cui il medievalista, Donald C. Jackman, era Giuditta, la figlia del conte di Linz- und Argengau, Corrado, futuro conte di Parigi e di Adelaide d'Alsazia. Secondo altri Udo ebbe più di una moglie. Comunque ebbe 4 figli:
- Corrado il Vecchio (ca. 850-27 febbraio 906), mori combattendo;[11]
- Eberardo (?-circa 902), citato nella cronaca di Reginone;[12]
- Gebardo (?-22 giugno 910), duca di Lotaringia, citato nella cronaca di Reginone;[12]
- Rodolfo (?-3 agosto 908), citato nella cronaca di Reginone[12], vescovo di Würzburg.

## Ascendenza
|                        |   |                      | Genitori            |  |  | Nonni |  |  | Bisnonni          |  |  | Trisnonni           |  |
|                        |   |                      |                     |  |  |       |  |  | Adriano d'Orléans |  |  | Geroldo di Vintzgau |  |
|                        |   |                      |                     |  |  |       |  |  | Adriano d'Orléans |  |  | Geroldo di Vintzgau |  |
|                        |   | Emma d'Alemannia     |                     |  |  |       |  |  | Adriano d'Orléans |  |  |                     |  |
| Oddone d'Orléans       |   |                      |                     |  |  |       |  |  | Adriano d'Orléans |  |  |                     |  |
|                        |   | Waldrada             | Alleaume di Autun   |  |  |       |  |  |                   |  |  |                     |  |
|                        |   | Waldrada             | Alleaume di Autun   |  |  |       |  |  |                   |  |  |                     |  |
|                        |   | Waldrada             | …                   |  |  |       |  |  |                   |  |  |                     |  |
| Gebardo di Lahngau     |   | Waldrada             |                     |  |  |       |  |  |                   |  |  |                     |  |
|                        |   | Leotardo I di Parigi | Gerardo I di Parigi |  |  |       |  |  |                   |  |  |                     |  |
|                        |   | Leotardo I di Parigi | Gerardo I di Parigi |  |  |       |  |  |                   |  |  |                     |  |
|                        |   | Leotardo I di Parigi | Rotrude             |  |  |       |  |  |                   |  |  |                     |  |
| Engeltrude di Fézensac |   | Leotardo I di Parigi |                     |  |  |       |  |  |                   |  |  |                     |  |
|                        |   | Grimilde             | …                   |  |  |       |  |  |                   |  |  |                     |  |
|                        |   | Grimilde             | …                   |  |  |       |  |  |                   |  |  |                     |  |
|                        |   | Grimilde             | …                   |  |  |       |  |  |                   |  |  |                     |  |
| Udo di Neustria        |   | Grimilde             |                     |  |  |       |  |  |                   |  |  |                     |  |
|                        | … | …                    |                     |  |  |       |  |  |                   |  |  |                     |  |
|                        | … | …                    |                     |  |  |       |  |  |                   |  |  |                     |  |
|                        | … | …                    |                     |  |  |       |  |  |                   |  |  |                     |  |
| …                      | … |                      |                     |  |  |       |  |  |                   |  |  |                     |  |
|                        |   | …                    | …                   |  |  |       |  |  |                   |  |  |                     |  |
|                        |   | …                    | …                   |  |  |       |  |  |                   |  |  |                     |  |
|                        |   | …                    | …                   |  |  |       |  |  |                   |  |  |                     |  |
| …                      |   | …                    |                     |  |  |       |  |  |                   |  |  |                     |  |
|                        |   | …                    | …                   |  |  |       |  |  |                   |  |  |                     |  |
|                        |   | …                    | …                   |  |  |       |  |  |                   |  |  |                     |  |
|                        |   | …                    | …                   |  |  |       |  |  |                   |  |  |                     |  |
| …                      |   | …                    |                     |  |  |       |  |  |                   |  |  |                     |  |
|                        |   | …                    | …                   |  |  |       |  |  |                   |  |  |                     |  |
|                        |   | …                    | …                   |  |  |       |  |  |                   |  |  |                     |  |
|                        |   | …                    | …                   |  |  |       |  |  |                   |  |  |                     |  |
|                        |   | …                    |                     |  |  |       |  |  |                   |  |  |                     |  |

### Fonti primarie
- (LA)  Monumenta Germanica historica, tomus I.
- (LA)  Annales Bertiniani.
- (LA)  Annales Fuldenses; sive, Annales regni Francorum orientalis ab Einhardo, Ruodolfo, Meginhardo....

### Letteratura storiografica
- René Poupardin, I regni carolingi (840-918), in Storia del mondo medievale, vol. II, 1999, pp. 583–635
- Allen Mayer, I vichinghi, in Storia del mondo medievale, vol. II, 1999, pp. 734–769